# Józefina Rapacka
Józefina Florentyna Anastazja Rapacka z domu Hofman (ur. 27 lutego 1839 w Krakowie, zm. 20 października 1891 w Warszawie) – polska aktorka i śpiewaczka.

## Życiorys
Ojcem Józefiny Hofman był Michał Leon, ur. w 1802 w Vág-Újhely na Węgrzech (obecnie Nowe Miasto nad Wagiem w Słowacji) skąd przybył do Podgórza, pracując tutaj jako miejski lekarz. Matką była zaś Teofila z Schoenfeldów (ur. w 1804). Mieli sześcioro potomstwa, chronologicznie wg urodzenia: Dominik (1824), Honorata (1826), Stanisław (1827), Wilhelmina (1834), Józefina (1839) i Kazimierz (1842).
Występowała jako dziecko na scenach krakowskich. W 1863–1864 grała w Czerniowcach. Tam prawdopodobnie wyszła za mąż za Wincentego Rapackiego i odtąd używała jego nazwiska. W sezonie 1964/1865 występowała w teatrze we Lwowie. a w latach 1965–1870 w Krakowie.
Oprócz ról teatralnych śpiewała również partie sopranowe w operach, m.in. rolę Zofii w Halce.

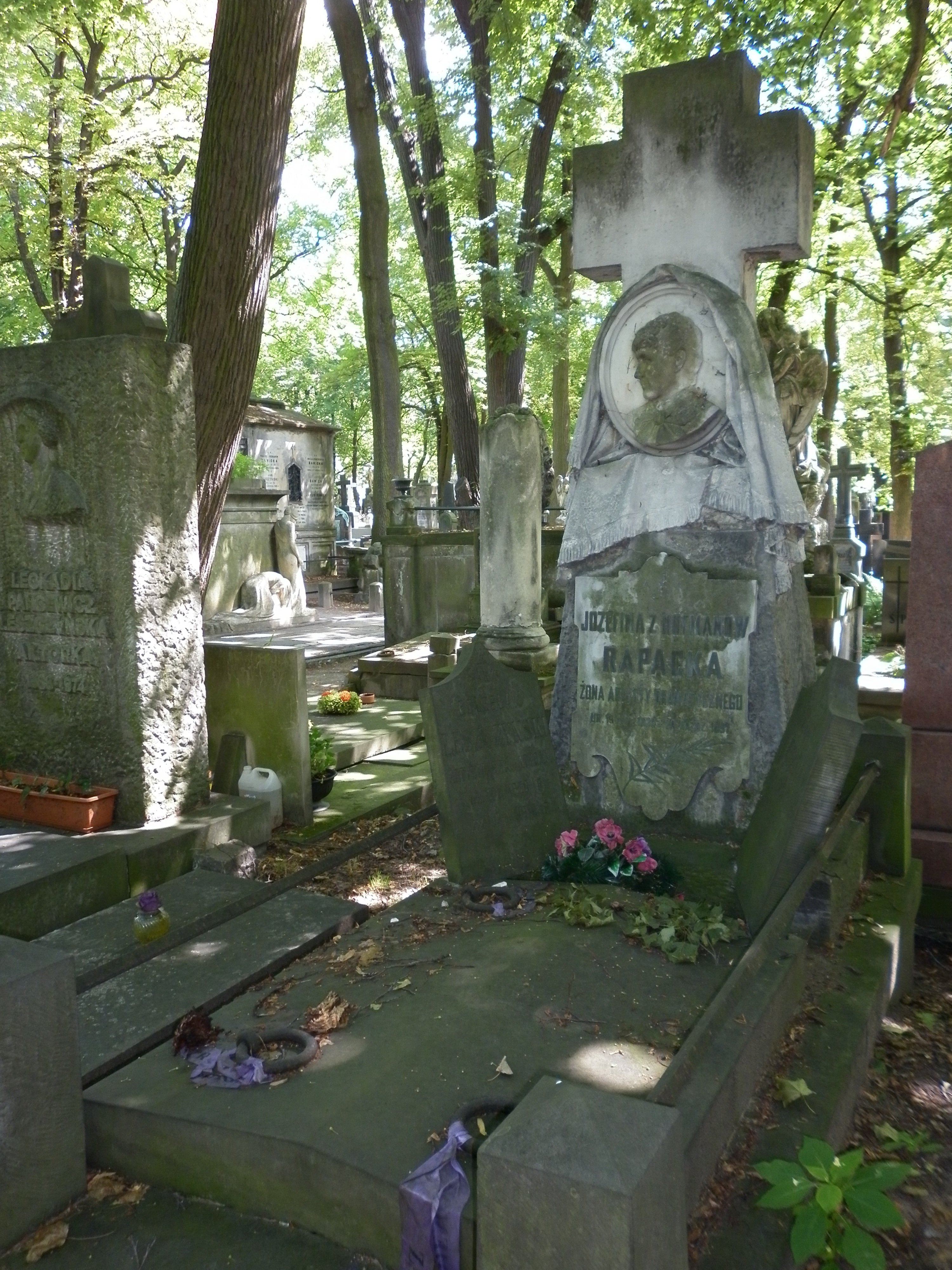
Grób Józefiny Rapackiej (a także Bolesława Leszczyńskiego i Wincentego Rapackiego na cmentarzu Powązkowskim

Zmarła w 1891. Jej pogrzeb odbył się 23 października z Kościoła Świętego Krzyża w Warszawie. Pochowana na cmentarzu Stare Powązki w Warszawie (kwatera A-6-5).

## Rodzina
Jej siostrami były Honorata Majeranowska (1828–1901), śpiewaczka i aktorka oraz Wilhelmina Hofman (1834–?), aktorka, a bratem Kazimierz Hofman (1842–1911), pianista i kompozytor. 
Z małżeństwa z Wincentym Rapackim miała dzieci:
- Honoratę, aktorkę, która wyszła za mąż za Bolesława Leszczyńskiego i miała z nim syna Jerzego Leszczyńskiego;
- Wincentego Rapackiego, aktora, śpiewaka, autora licznych tekstów, operetek. Tłumacz librett operetkowych, który ożenił się z Heleną Zimajer i miał z nią dzieci Adama Rapackiego oraz Halinę Rapacką;
- Różę Rapacką, artystkę-śpiewaczkę, matkę aktora Andrzeja Boguckiego;
- Józefa, artystę-malarza;
- Wiktora, skrzypka Filharmonii i Opery Warszawskiej;
- Jana, muzyka.